# Sebastià Portell i Clar
Sebastià Portell i Clar   (ses Salines, 8 de novembre de 1992) és un dramaturg i escriptor mallorquí. Des de març de 2022 és el president de l'Associació d'Escriptors en Llengua Catalana. Escriu sobre gènere, sexualitat, dinàmiques culturals i el fet artístic.

## Biografia
Graduat en Publicitat i Relacions Públiques per la Universitat Pompeu Fabra, en Llengua i Literatura Catalanes per la Universitat Oberta de Catalunya i màster en Construcció i Representació d'Identitats Culturals per la Universitat de Barcelona.
Va començar a publicar en l'àmbit de la dramatúrgia amb La mort de na Margalida, finalista del Premi Pare Colom de Teatre, el 2012, i Un torrent que era la mar, Premi de Teatre Breu Inicia't de Badalona, el 2013. Altrament, ha estat director de diversos muntatges com ara Com elles, estrenada a La Seca Espai Brossa amb èxit de crítica i pública.
El 2014 va endinsar-se en la narrativa amb Maracaibo, un recull de contes molt breus on les dones esdevenen les protagonistes. L'any següent, amb Jaume C. Pons Alorda i Joan Todó, va publicar La recerca del flamenc, on cadascú va aportar un relat breu.
El 2016 va publicar la seva primera novel·la, El dia que va morir David Bowie, on narra la història d'un jove gai mallorquí promiscu, incapaç d'estimar i que viu una vida desenfrenada, però amb el rerefons dels prejudicis de la seva mare, contra qui es rebel·la. L'escriptor Albert Forns va definir-la com «la novel·la gai més explícita de la literatura catalana».
També ha publicat estudis literaris, és autor de la biografia-entrevista Antònia Vicens. Massa deutes amb les flors (2016), i ha tingut cura del volum Davant el fulgor. Per a llegir l'obra d'Antònia Vicens (2018), juntament amb Sebastià Perelló. També ha editat l'antologia Amors sense casa. Poesia LGBTQ catalana (2018), la primera antologia d'aquesta temàtica de la literatura catalana, amb autors que van des de Maria Antònia Salvà a Guillem Gavaldà.
El 2018 va ser un dels escriptors seleccionats per l'Institut Ramon Llull per anar a la residència d'autors Art Omi de Nova York, on es va donar a conèixer la seva obra.
El seu estil narratiu ha estat qualificat de llibertí, provocador i irreverent. Portell ha mostrat preocupació per la sexualitat i el gènere en la literatura. Afirma sentir-se hereu de la literatura catalana i admirador de Biel Mesquida, Antònia Vicens, Blai Bonet i Maria-Mercè Marçal, a més d'escriptors com Virginia Woolf, Oscar Wilde o Tennessee Williams.
D'altra banda, ha coordinat el curs Amors sense casa, sobre literatura LGBTI a la llibreria Laie, i tallers d'escriptura creativa per a joves i adults. També coordina, des del setembre del 2017, la secció LGBTI de la revista Time Out Barcelona. Així mateix, és soci de PEN Català, i des del maig del 2017 és vocal de l'Associació d'Escriptors en Llengua Catalana, i des de març de 2022 n'és el president.

## Obra

### Narrativa
- 2014: Maracaibo. Calonge: AdiA Edicions[14]
- 2015: La recerca del flamenc (amb Jaume C. Pons Alorda i Joan Todó). Barcelona: LaBreu Edicions[6]
- 2016: El dia que va morir David Bowie. Barcelona: LaBreu Edicions[7][15]
- 2017: RISC. Antologia de textos :Rata_ (diversos autors). Barcelona: :Rata_
- 2019: Ariel i els cossos. Barcelona: Empúries
- 2022: Les altures, Barcelona: Empúries[16]

### Teatre
- 2010: Entre tu i jo, gris, estrenada per Coincidències Teatre a l'Auditori d'Alcúdia
- 2012: La mort de na Margalida. Cançó de tristor de l'illa de Mallorca. Palma: Lleonard Muntaner
- 2013: Un torrent que era la mar. Badalona: Pont del Petroli, estrenada per Maror Teatre a l'Auditori Municipal l'Esponja de Ses Salines[17]
- 2015: L'endemà de Fedra. Calonge: AdiA Edicions. Musical amb llibret de Portell i música de Víctor Ferragut, interpretat per la Banda de Música de Ses Salines[18]
- 2018: Transbord. Palma: Lleonard Muntaner Editor. Estrenada per Malvasia Produccions al Teatre Principal de Palma

### Prosa de no-ficció
- 2016: Antònia Vicens. Massa deutes amb les flors. Palma: Lleonard Muntaner[19]
- 2021: Les nenes que llegien al lavabo. Barcelona: Ara Llibres

### Com a editor
- 2018: Davant el fulgor. Per a llegir l'obra d'Antònia Vicens (amb Sebastià Perelló). Palma: Lleonard Muntaner[8]
- 2018: Amors sense casa. Poesia LGBTQ catalana. Barcelona: Angle Editorial[9]

### Traduccions
- 2020: L'enterrament, de Gonzalo Hermo. Palma: Lleonard Muntaner

## Premis i reconeixements
- 2020: Beca SOS Cultura de la Fundació Carulla a creacions literàries en català[20]
- 2018: Beca de la residència Art Omi de Nova York, en col·laboració amb l'Institut Ramon Llull[3]
- 2018: Finalista del IV Torneig de Dramatúrgia de les Illes Balears
- 2017: Beca Montserrat Roig per a escriptors
- 2016: Premi al Millor creador de l'any segons la revista Time Out Barcelona[21]
- 2015: Beca Agata Baum de Bernis per a joves creadors i gestors culturals[22]
- 2015: Ajut a la creació de la Institució de les Lletres Catalanes per la novel·la Walk of shame
- 2013: Sisè Premi de Teatre Breu Inicia't de Badalona 2013 per Un torrent que era la mar[23]
- 2012: Menció especial al XV Premi Boira-Òmnium de Teatre 2012 per La mort de na Margalida
- 2012: Finalista del Premi de teatre mediterrani Pare Colom 2012 per La mort de na Margalida[24]